# Joongbae Jee
Joongbae Jee (* 10. Juli 1982 in Seoul) ist ein südkoreanischer Dirigent.

## Werdegang
Er studierte Komposition von 1998 bis 2001 an der Seoul Art High School und nahm 2001 ein Dirigierstudium an der Seoul National University auf, das er bis 2008 bei Lim Hun-jeong betrieb. Von 2008 bis 2012 absolvierte er ein Dirigierstudium an der Hochschule für Musik und Darstellende Kunst Mannheim. Von 2012/13 bis 2014/15 war Jee erster Kapellmeister und Stellvertreter des Generalmusikdirektors am Theater Trier.
Jee wurde ab der Spielzeit 2014/2015 in die Künstlergruppe „Maestro von Morgen“ des Deutschen Musikrats aufgenommen. Zudem wird er seit 2010 vom Dirigentenforum des Deutschen Musikrats gefördert und war 2014 Stipendiat des Richard-Wagner-Verbandes Trier-Luxembourg.
Seit der Spielzeit 2015/2016 ist Jee 1. Kapellmeister am Theater Ulm.

## Auszeichnungen
Jee wurde 2004 als bester Nachwuchsdirigent von der Suwon Philharmonie ausgezeichnet. 2011 war er Finalist beim 5. Deutschen Hochschulwettbewerb Orchesterdirigieren und Viertelfinalist beim 52. Internationalen Dirigierwettbewerb Besançon. 2012 gewann er den 4. Deutschen Operettenpreis für junge Dirigenten der Oper Leipzig und des Deutschen Musikrates.